# Lorenz Natter
Johann Lorenz Natter, né le 21 mars 1705 à Biberach an der Riß et mort le 27 octobre 1763 à Saint-Pétersbourg, est un graveur de pierres précieuses et médailleur allemand.

## Biographie
Lorenz Natter naît le 21 mars 1705 à Biberach an der Riß. Là, il exerce  pendant six ans le métier de bijoutier, puis travaille pendant la même période en Suisse, où il a de la famille. À Berne, il reçoit l'enseignement du tailleur de sceaux Johann Rudolph Ochs. Il part ensuite étudier en Italie, et à Venise, il commence à graver des pierres précieuses.
En arrivant à Rome, Lorenz Natter est, pour son propre compte, employé par le Chevalier Odam pour copier la Vénus de Vettori, en faire une Danaé, et y mettre le nom du prétendu graveur, Aulus. Pour cette pierre gravée, ainsi que pour d'autres copiées par lui d'après l'antique, Lorenz Natter trouve des acheteurs. À Florence, il est employé par le baron Philipp von Stosch.
En 1741 ou avant, Lorenz Natter arrive en Angleterre pour travailler comme médailliste et graveur de pierres précieuses, apportant avec lui d'Italie une collection de pierres précieuses antiques et de moulages en soufre. En 1743, il visite, en compagnie de Martin Tuscher de Nuremberg, le Danemark, la Suède et Saint-Pétersbourg. Christian VI du Danemark lui offre une chambre dans son palais, où il travaille à la taille des pierres précieuses et des matrices pendant près d'un an. Il est bien payé et le roi lui remet une médaille d'or. Horace Walpole écrit que Lorenz Natter visite la Hollande en 1746. Il retourne en Angleterre en 1754 ou avant, et semble y être resté jusqu'à l'été 1762. Il devient membre de la Society of Antiquaries of London en 1755 et de la Royal Society en 1757,0

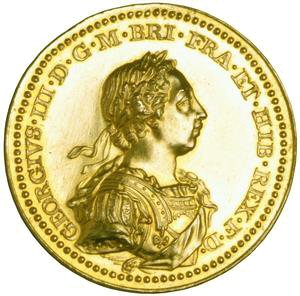
Lorenz Natter, médaille du couronnement de George III de Grande-Bretagne

Selon Rogers Ruding, Lorenz Natter est employé comme graveur ou assistant-graveur à la Monnaie royale anglaise au début du règne de George III. Au cours de l'été 1762, Lorenz Natter part travailler à Saint-Pétersbourg où il meurt d'asthme à l'automne 1763.

## Œuvres
Les talents de Lorenz Natter en tant que graveur de pierres précieuses ont été loués par Goethe, et Charles William King l'a appelé "l'un des plus grands praticiens modernes de l'art". Ses premières productions étaient principalement des sceaux avec des armoiries. En 1754, il a écrit qu'il était toujours prêt à recevoir des commandes pour copier des pierres précieuses anciennes, mais a déclaré qu'il ne vendait jamais de copies comme des originaux; ses productions étaient souvent signées. Sa signature habituelle sur les gemmes était NATTEP ou NATTHP. Il signe aussi souvent YΔROΣ ou YΔROY, une traduction du mot allemand natter, un serpent d'eau. Georg Kaspar Nagler dans son Künstler-Lexikon, et Heinrich Bolzenthal, suivi dans Medallic Illustrations d' Edward Hawkins, ont donné les prénoms de Natter comme "Johann Lorenz"; Natter, sur ses gemmes et médailles et sur les pages de titre de ses publications, n'utilisait que le nom chrétien "Lorenz" (ou Laurent, Laurentius, etc. ).
A Florence de 1732 à 1735, Lorenz Natter eut pour mécène Gian Gastone de' Medici, grand-duc de Toscane, pour qui il fit un portrait du grand-duc lui-même, et un du cardinal Alessandro Albani. En 1733, il réalisa à Florence un portrait-médaille de Charles Sackville, comte de Middlesex. Celui-ci est signé L. Natter F. Florent. Lorenz Natter lui-même ne mentionne pas de visite aux Pays-Bas, mais il a été patronné par Guillaume IV d'Orange et sa famille, et a fait pour eux des portraits en taille-douce et des portraits-médailles. À cette époque, Lorenz Natter a été attaqué par Pierre-Jean Mariette dans le Traité des pierres gravées (1750), comme un faussaire conscient de lui-même .
Au cours de ses deux visites en Angleterre, Lorenz Natter a reçu le patronage de la famille royale et, en 1741, il a réalisé la médaille "Tribute to George II". Il était soutenu par Sir Edward Walpole et par Thomas Hollis. Il a gravé deux ou trois sceaux avec la tête de Sir Robert Walpole, et a produit une médaille à son effigie avec un buste d'après le modèle de John Michael Rysbrach, avec au revers une statue de Cicéron avec la légende "Regit dictis animos". Cette médaille a été gravée dans The Medalist (Hawkins), avec la légende modifiée en "Regit nummis animos". Lorenz Natter, lorsqu'il était à la table du comte Moltke au Danemark, mentionna cette altération, et quelqu'un a suggéré " Regit nummis animos et nummis regitur ipse ", devise qui fut plus tard gravée sur la tranche de quelques spécimens de médailles, dont l'une allait au British Museum. Pour Hollis, Lorenz Natter a gravé, pour dix guinées, un sceau avec la tête de Britannia, ainsi qu'un camée de "Britannia Victrix", avec une tête d'Algernon Sydney au revers. Il a également gravé un portrait de Hollis en intaille et une tête de Socrate en jaspe vert que Hollis a présenté à l'archevêque Thomas Secker en 1757.
Les gemmes gravées par Lorenz Natter ont été décrites par Erich Raspe dans son Catalogue de la Collection Tassie . Parmi les imitations antiques de Lorenz Natter, on trouve sa copie de la Méduse, avec le nom de Sosikles, qui se trouvait à l'époque dans le cabinet de Tiberius Hemsterhuis, un correspondant de Lorenz Natter. Il a également copié la "Julia Titi d'Evodus". Une description de ses œuvres conservées dans le cabinet impérial de Saint-Pétersbourg a été donnée dans les voyages de J. Bernoulli, iv. 248.

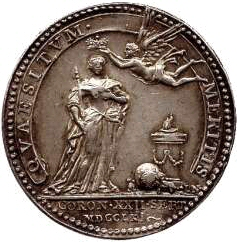
Médaille pour le couronnement de Charlotte de Mecklembourg-Strelitz, reine consort du Royaume Uni, 1761.
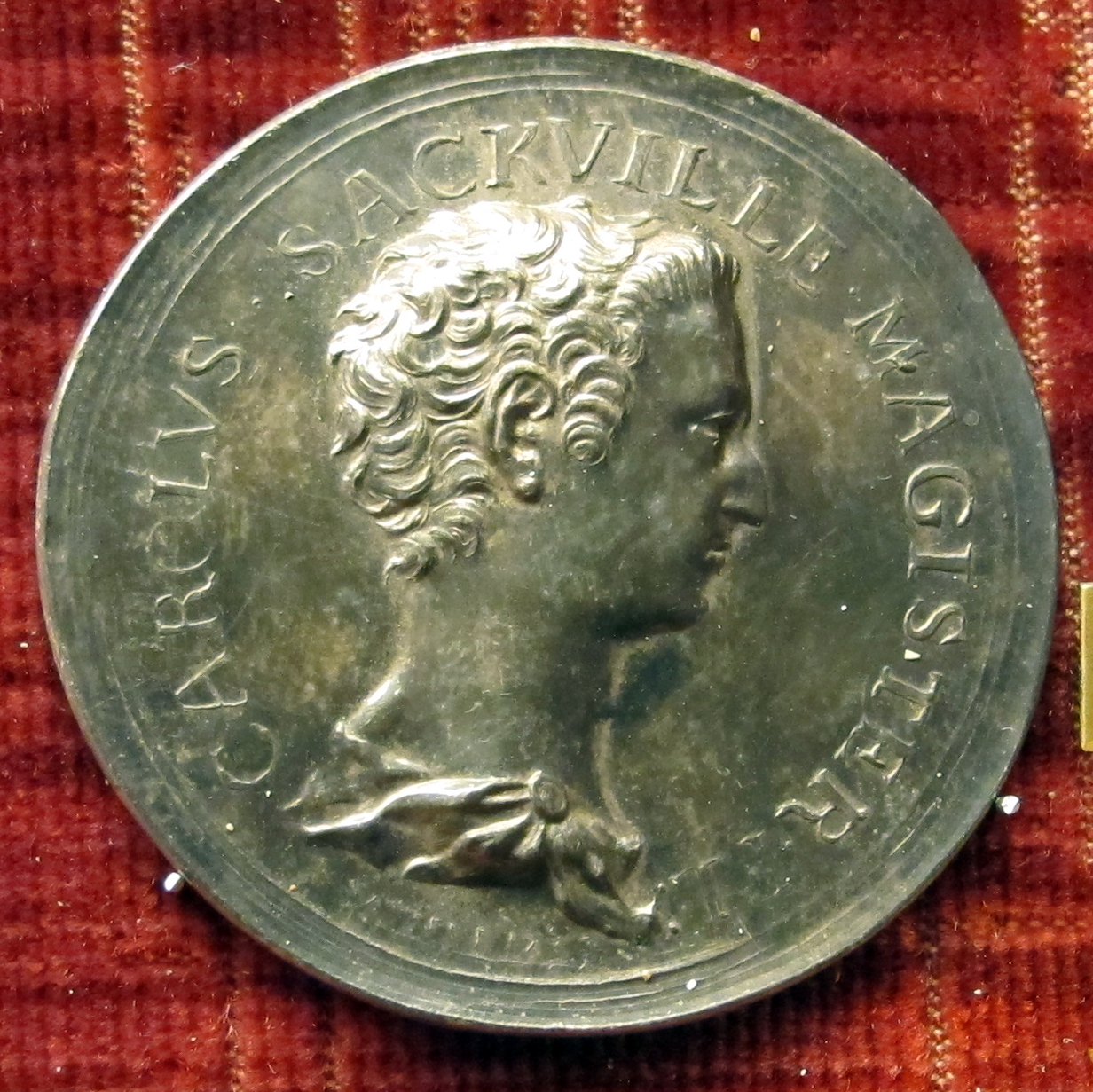
Médaille de Charles Sackville, 6ème comte de Dorset.
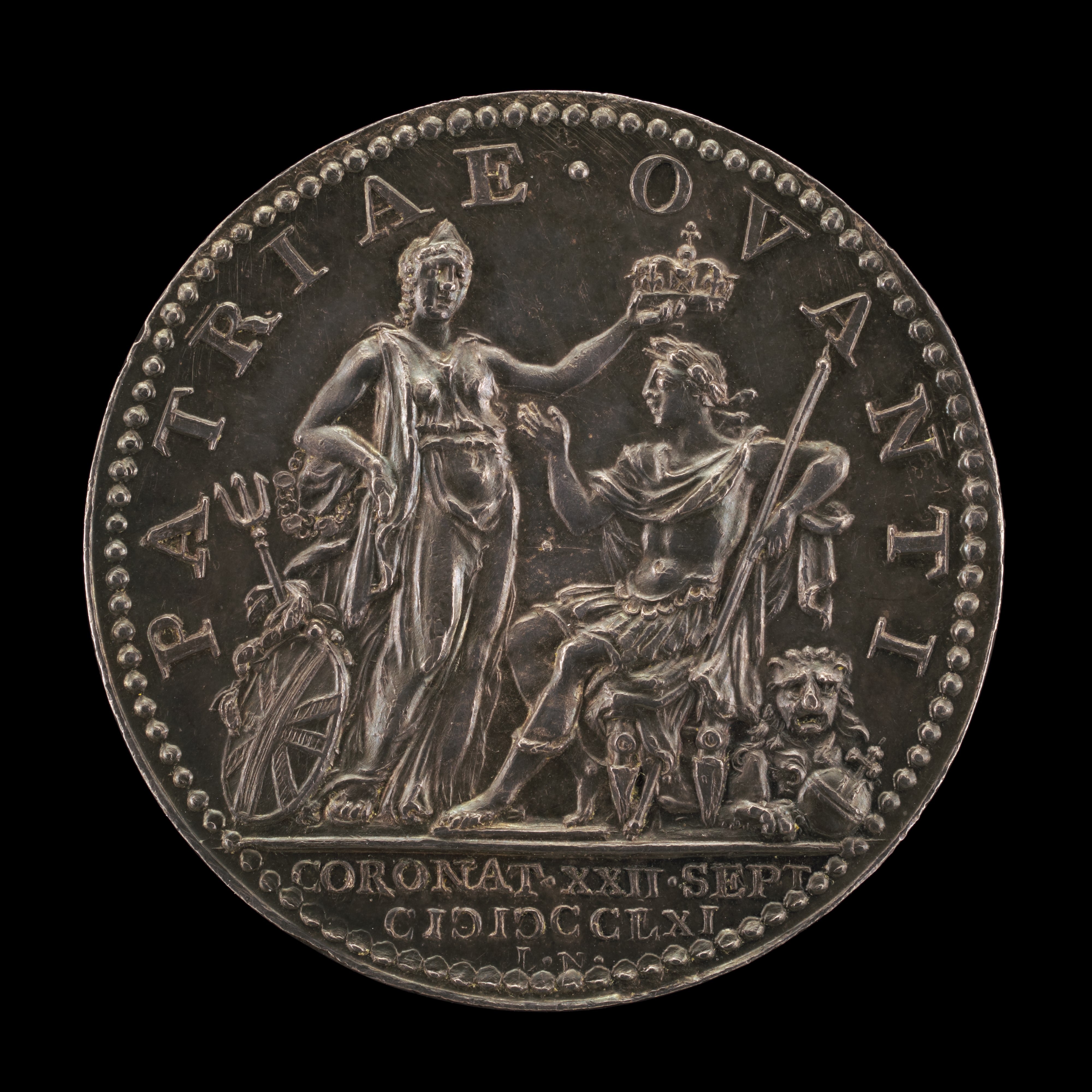
Britannia Crowning the King, médaille, revers, 1761.
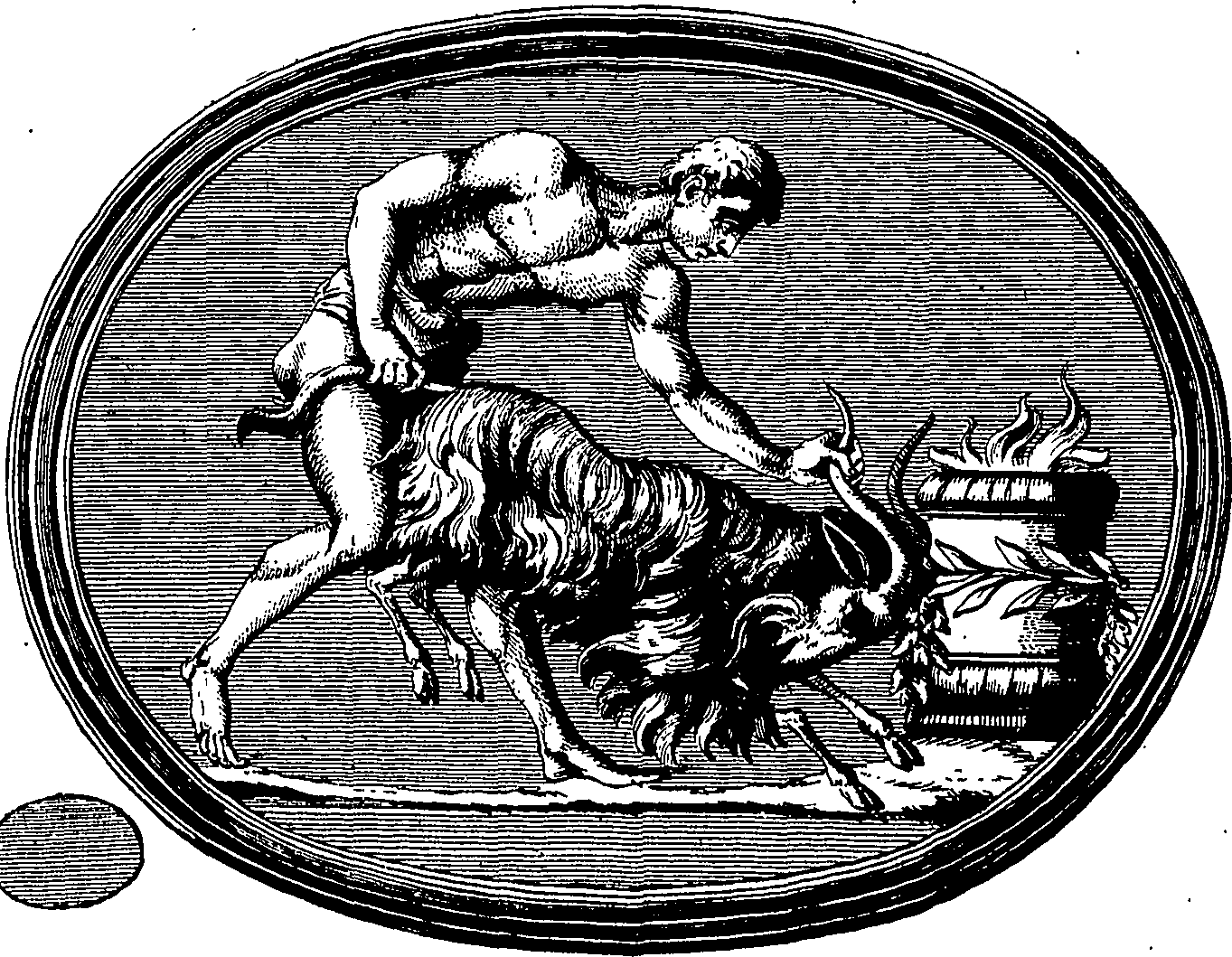
Fleuron gravé par Natter dans son ouvrage A treatise on the ancient method of engraving on precious stones, compared with the modern, 1754.

## Publications
Lorenz Natter a publié en 1754 A Treatise on the Ancient Method of Engraving on Precious Stones compare with the Modern, Londres; il a également été publié en français la même année que Traité de la méthode antique de graver en pierres fines. Dans cet ouvrage, Lorenz Natter donne des instructions pratiques sur la gravure de pierres précieuses et conseille vivement aux débutants de copier sur l'antique. Il mentionne Godefrid Kraft de Danzig comme l'un de ses élèves en gravure. Le Traité a beaucoup contribué à sa réputation, mais s'est avéré problématique sur le plan financier.
Lorenz Natter a également travaillé pour les ducs de Devonshire et de Marlborough. Pour George Spencer, 4e duc de Marlborough, il a dressé un catalogue des pierres précieuses de Bessborough, qui ont été intégrées au cabinet de Marlborough. Ce catalogue a été publié en 1761 sous le titre Catalogue des pierres gravées tant en relief qu'en creux de Mylord Comte de Bessborough, Londres, avec planches.